# Liphistius kanthan
Liphistius kanthan PLATNICK, 1997 è un ragno appartenente al genere Liphistius della Famiglia Liphistiidae.
Il nome del genere deriva dalla radice prefissoide greca λιπ-, lip-, abbreviazione di λιπαρός, liparòs cioè unto, grasso, e dal sostantivo greco ἰστίον, istìon, cioè telo, velo, ad indicare la struttura della tela che costruisce intorno all'apertura del cunicolo.
Il nome proprio deriva dalla grotta di Gua Kanthan, luogo di ritrovamento della specie, a nord della città di Ipoh nello Stato di Perak della Malaysia peninsulare.

## Caratteristiche
Ragno primitivo appartenente al sottordine Mesothelae: non possiede ghiandole velenifere, ma i suoi cheliceri possono infliggere morsi piuttosto dolorosi
Questa specie sembra appartenere ad un gruppo di cui è il principale esponente L. trang. Nell'ambito di tale gruppo sarà difficile comunque collocarli con esattezza finché non verranno rinvenuti esemplari maschi. Le femmine di questa specie hanno caratteri in comune con L. trang in quanto hanno visibili ispessimenti laterali sulla superficie ventrale del poreplate (area dei genitali femminili interni coperta da una zona priva di pori): ne differiscono per avere il margine anteriore del poreplate stesso invaginato anteromedialmente. Hanno caratteri in comune anche con un'altra specie thailandese L. tham: la forma del poreplate; ne differisce solo per avere numerosi ricettacoli sulla parte mediana dell'invaginazione e perché hanno il margine anteriore del poreplate stesso ventralmente sottile.
Il bodylenght (lunghezza del corpo senza le zampe), esclusi anche i cheliceri, è di 10,7 millimetri nelle femmine. Il cefalotorace è più lungo che largo, circa 4,5 x 3,9 millimetri. I cheliceri hanno 11 denti al margine anteriore delle zanne. L'opistosoma è anch'esso più lungo che largo, circa 4,5 x 2,9 millimetri.

## Colorazione
Il cefalotorace è di colore giallo-pallido, la pars cephalica ha il margine anteriore scuro e un disegno a forma di "W" dietro il tubercolo oculare; la pars thoracica ha delle strisce scure che si irradiano dal centro alle coxae delle zampe. I cheliceri sono anteriormente grigio-brunastri, posteriormente giallo-bruni e prossimalmente giallo chiaro. L'opistosoma è marrone chiaro, le tergiti sono di colore più pallido, le sterniti sono giallo pallido e le filiere sono giallo-brunastro pallido; le zampe sono giallo pallido con anelli scuri.

## Comportamento
Costruiscono cunicoli nel terreno profondi fino a 60 centimetri e tengono chiuso l'ingresso del cunicolo con una porta-trappola piuttosto rudimentale. Intorno all'apertura tessono 7-8 fili molto sottili e appiccicaticci in modo da accorgersi se qualche preda si sta avvicinando e, approfittando dei momenti in cui vi è invischiata, balzano fuori e la catturano. Vivono molti anni anche in cattività.

## Distribuzione
Rinvenuta nella sola grotta di Gua Kanthan, a nord della città di Ipoh nello Stato di Perak della Malaysia peninsulare.